# David Humphreys
David Brian Humphreys (nascido em 13 de dezembro de 1936) é um ex-ciclista australiano. Ele representou a Austrália nos Jogos Olímpicos de Verão de 1964, competindo na prova de estrada individual.